# Riddaren 27

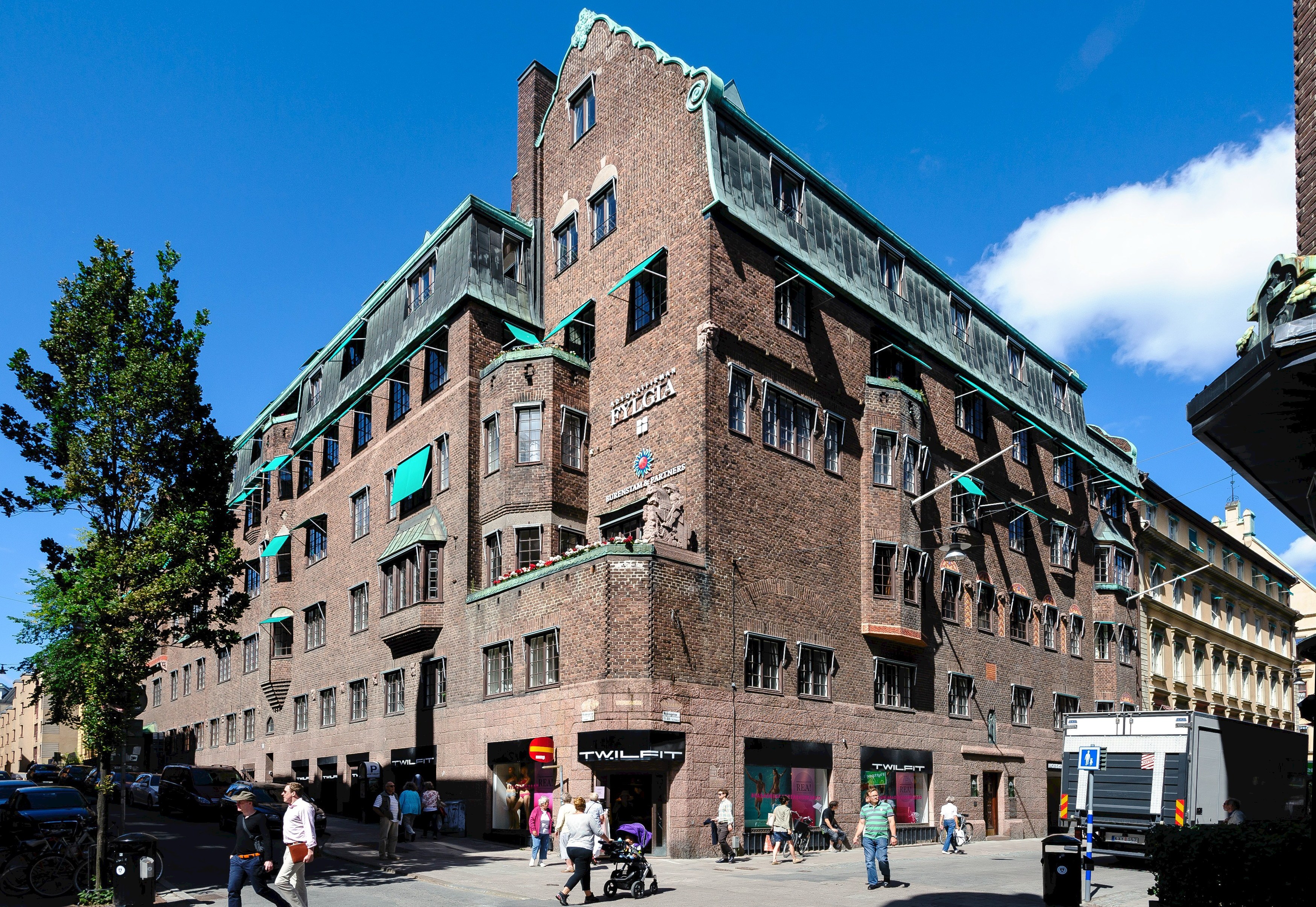
Riddaren 27, från korsningen Nybrogatan-Riddargatan.

Riddaren 27 (tidigare Riddaren 17) är en fastighet belägen i kvarteret Riddaren vid Nybrogatan 11 och Riddargatan 7, på Östermalm i Stockholm. Fastigheten utgörs av kontors- och butikslokaler, och ägs och förvaltas av Humlegården Fastigheter AB. Byggnaden, som ritades av arkitekt Cyrillus Johansson är blåklassad av Stockholms stadsmuseum vilket innebär att det kulturhistoriska värdet anses motsvara fordringarna för byggnadsminne. I hörnlokalen öppnade 1922 Twilfits första affär för damunderkläder, och intill finns inredningsbutiken Nordiska Galleriet som startade sin verksamhet 1933. 

## Kvarteret

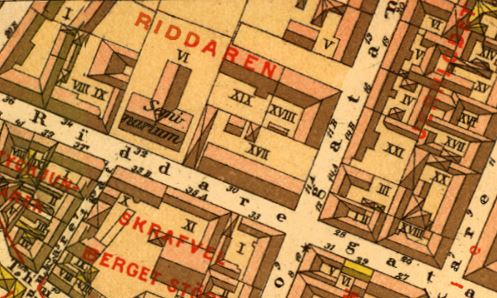
Riddaren XVII och XVIII, 1885.

Kvarteret Riddaren är ett av de största innerstadskvarteren i Stockholm. Kvarteret sträcker sig över Grev Turegatan 4-20, Humlegårdsgatan 1-9, Nybrogatan 11-33, Riddargatan 1-7. Det finns belagt från 1649 i hävderna som beläget på Ladugårdslandet, samtidigt som ett kvarter med samma namn redovisas på Norrmalm vid Bryggargatan. 
Det sistnämnda försvann så småningom från gatuskyltarna för att undvika förväxling och ersattes i Klara församling med kvarteret Pennfäktaren. Man kan hålla det för troligt att Östermalmskvarteret och även den närliggande Riddargatan har samband att ätterna Brahe och Oxenstierna på 1600-talet ägde stora tomter och trädgårdar norr om Ladugårdsviken. År 2006 gjordes en fastighetsreglering där Riddaren 17 och 18 lades ihop till Riddaren 27.

## Historik

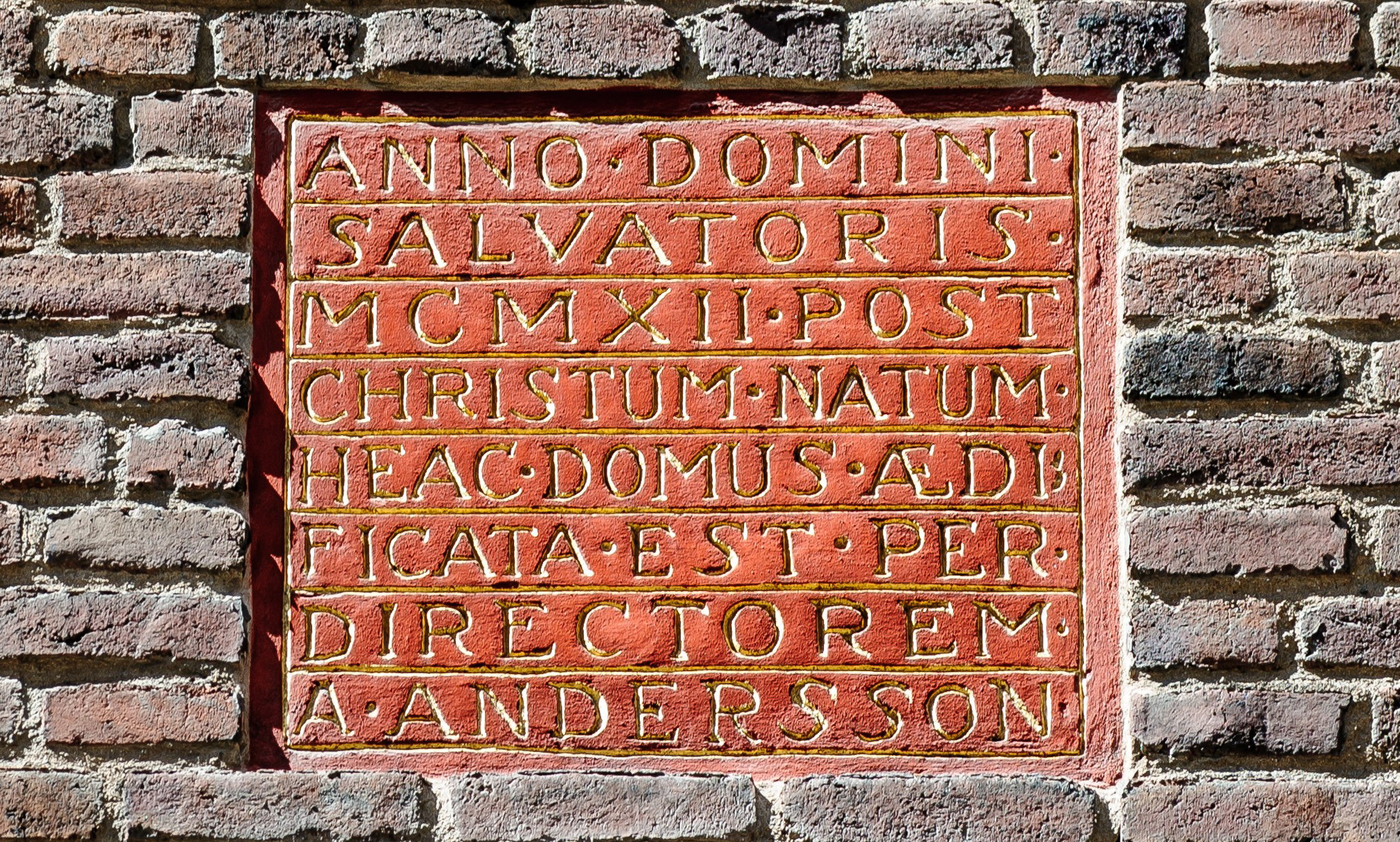
Minnestavla om A. Andersson.

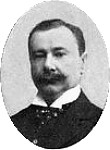
Byggherren A. Andersson.

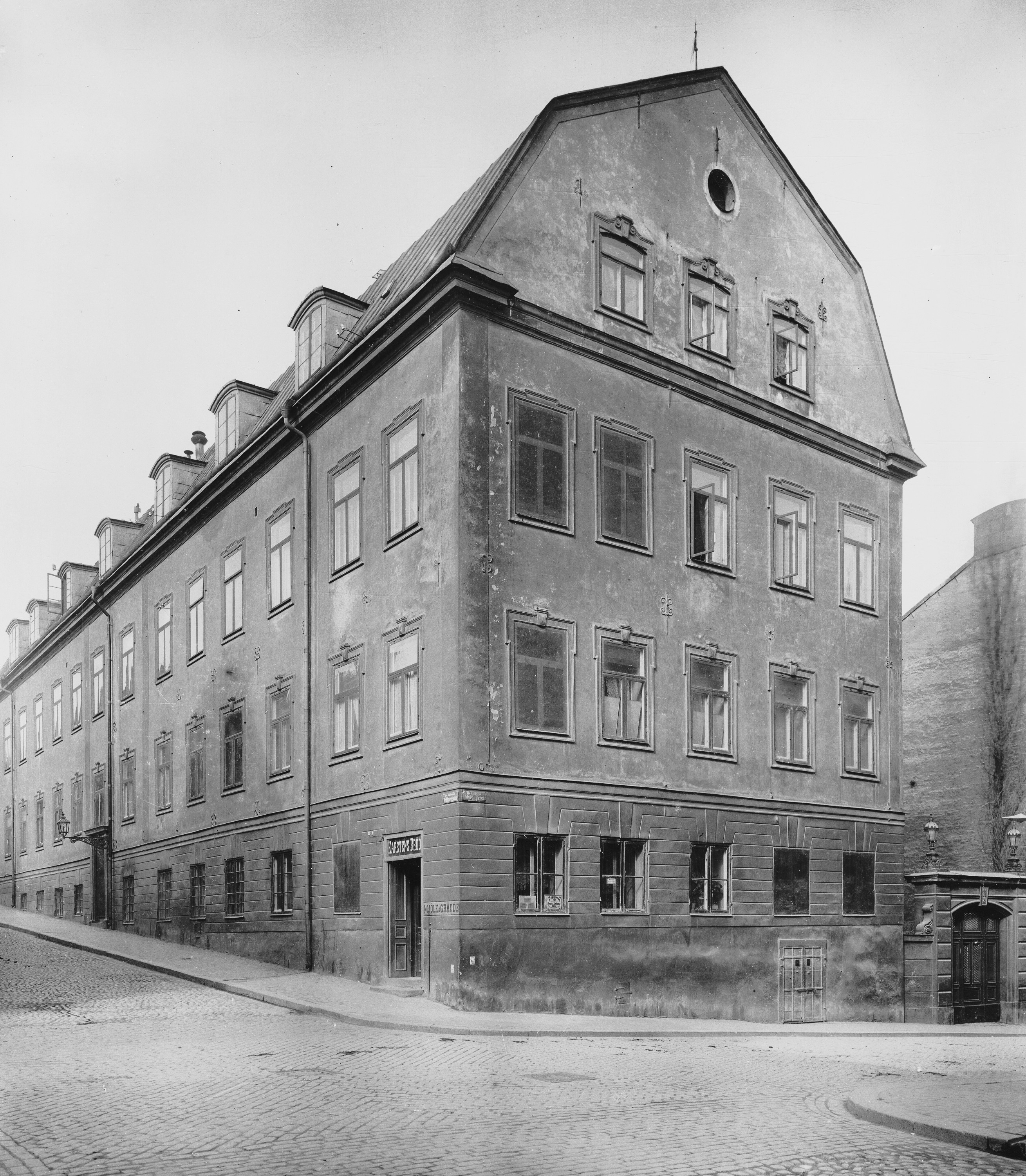
Palinska huset.

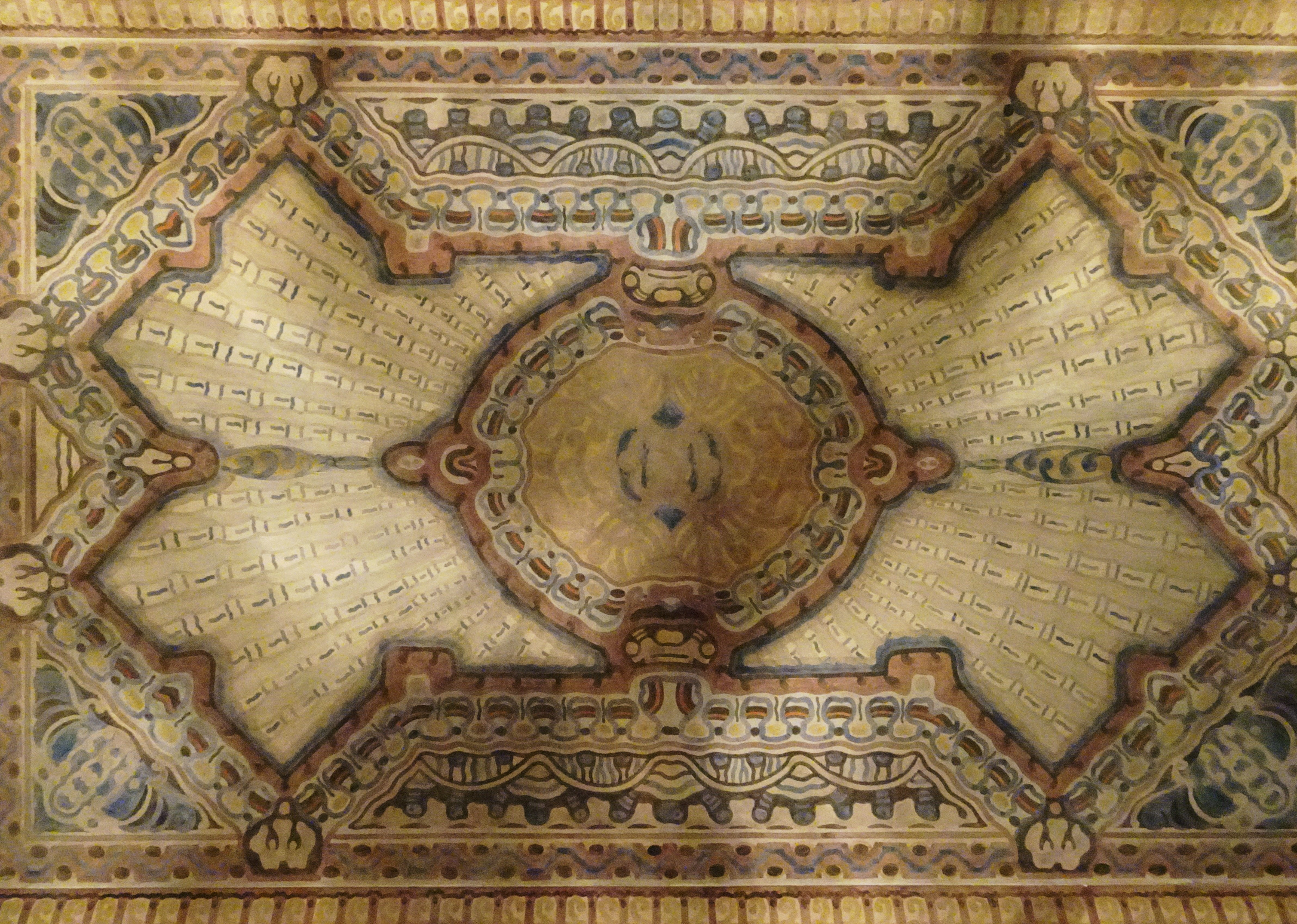
Takmålning i trapphallen Riddargatan 7.

Byggnaden uppfördes 1912 av byggmästare C.F. Sjösteen på uppdrag av direktören Anders Andersson (död 1929). En stentavla minner härom: Anno Domini Salvatoris MCMXII Post Chistinum Natum Heac Domus Ædi Ricata Est Per Directorem A Andersson.
Andersson var bondpojke från Trelleborgstrakten som blev förmögen genom bland annat handel med kubanska cigarrer. Andersson var en välbärgad och ansedd person och Kubas konsul i Stockholm mellan 1903 och 1904, varpå han titulerade sig "konsul". År 1891 bildade han aktiebolaget Havanna-Magasinet, vars ägare han var till 1 januari 1913 då det såldes till trusten AB Förenade svenska tobaksfabriker. Därefter ägde han tre företag: Auktionshallen (se nedan), AB Bilutställningen som sålde begagnade bilar i Auktionshallens lokaler samt AB Twilfit som sålde damunderkläder.
På platsen fanns tidigare det Palinska huset som revs 1910. En minnestavla på husfasaden mot Nybrogatan berättar: Det gamla Palinska huset som stod på denna tomt refs år 1910. Palinska huset härrörde från 1600-talets slut och ägdes 1733 av greven Sparre vilket framgår av Petrus Tillaeus samtida karta. Huset byggdes 1779 till åt väster efter ritningar av murmästaren Eric Roos och skulle bli hans sista projekt.
Andersson anlitade arkitekt Cyrillus Johansson att rita huset. Byggnaden vänder sina huvudfasader mot Nybrogatan och Riddargatan. Fasaderna är kraftfullt gestaltade i nationalromantisk stil och murade i hårdbränt mörkrött Helsingborgstegel, ett för Cyrillus Johansson typiskt byggnadsmaterial. I höjd med bottenvåningen kläddes fasaderna med röd granit. Byggnadens yttre accentueras av flera burspråk och är smyckat med skulpturer och reliefer i kakel och granit, exempelvis med en riddare på häst som anknyter till kvartersnamnet Riddaren. Dessa utfördes av Tore Strindberg och Carl Fagerberg. Taken är branta och täckta av kopparplåt.
Ursprungligen bestod interiören av pampiga våningar med salonger i fil, mörka väggpaneler, friser och utsmyckade innertak. Till en av våningarna flyttade även byggherren Andersson med familj. Vägg- och takmålningar i entréhallarna och trappuppgångarna är utförda av Filip Månsson. På bottenvåningen anordnades några lokaler. Den största (Nybrogatan 11) var Auktionshallen en auktionshall för konst och antika möbler som kompletteras efter en tid med AB Bilutställningen. Verksamheten bedrevs av husets byggherre Anders Andersson och lades ner 1929 då han avled. Anders Anderssons systerson, Carl-Otto Heigard, tog över och etablerade 1933 här möbel- och inredningsfirman Nordiska Galleriet som fortfarande finns kvar på samma plats, likaså Twilfit vars försäljningslokal ligger sedan december 1922 i hörnet Riddargatan / Nybrogatan.
Uppförandet av byggnaden var en stor händelse på sin tid, som tilldrog sig mycket medial uppmärksamhet. I Dagens Nyheter kunde man läsa den 21 oktober 1911 att ”I Nybrogatan 11 A, platsen för det gamla minnesrika Palinska huset, som under sin 200-åriga tillvaro genomgått så många skiftande öden, reser sig nu ett stort modernt miljonbygge. Det äges af direktören för aktiebolaget Havannamagasinet, hr A. Andersson. Bygget har nu kommit så långt att taklagsölet firas i dag, och man kan bedöma hur det kommer att ta sig ut när det blir färdigt”. Tidningen meddelar också i samma artikel att byggnadsverket väntas kosta omkring två miljoner, och att ”huset omfattar våningar om 6-9 rum och förses med alla moderna bekvämligheter. Bl. a. Införes frysanläggning genom aktiebolaget Frigator. Den 1 oktober nästa år står det färdigt för inflyttning”.

## Bilder, fasaddetaljer och entréer

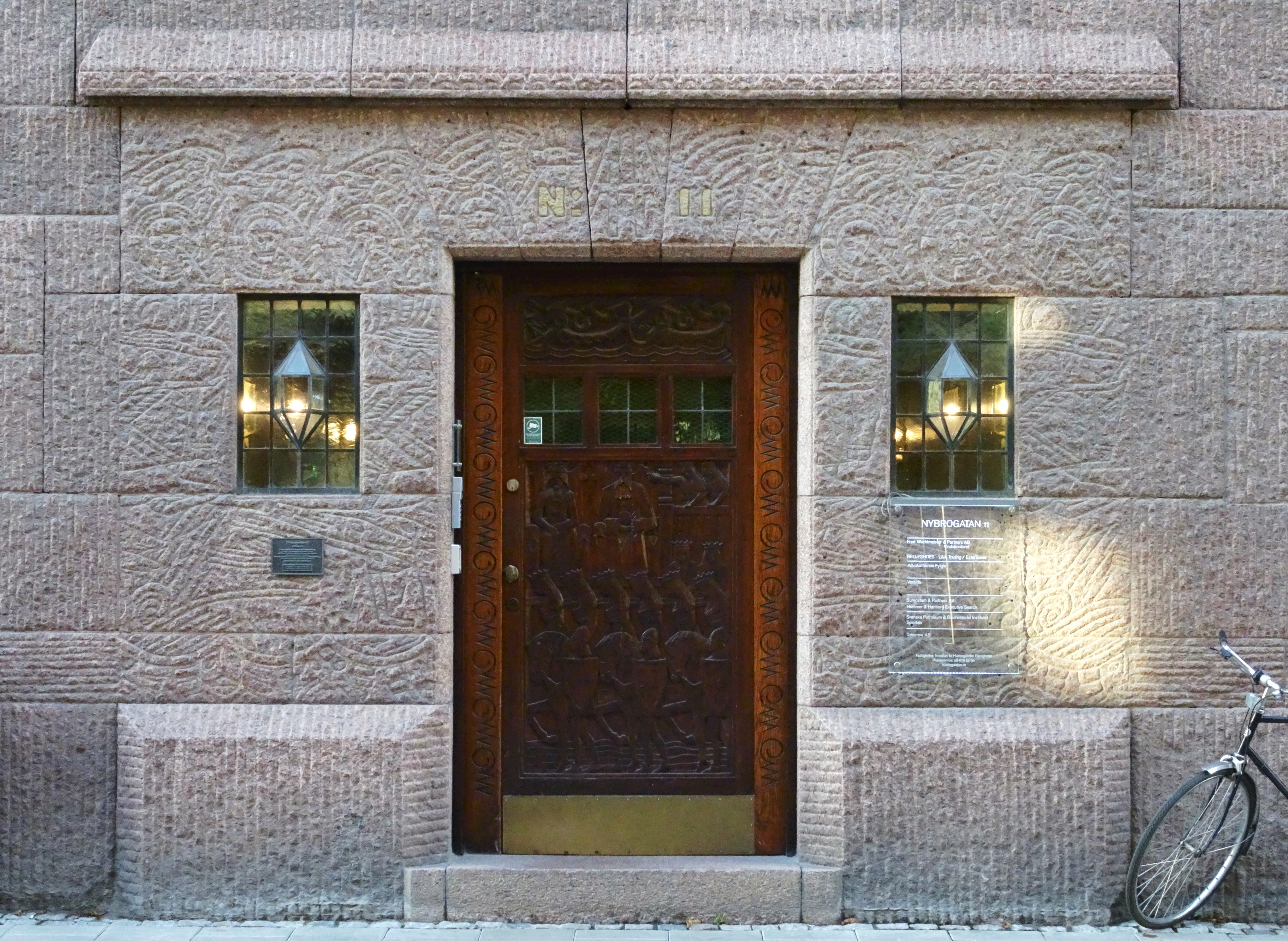
Entré Nybrogatan 11.
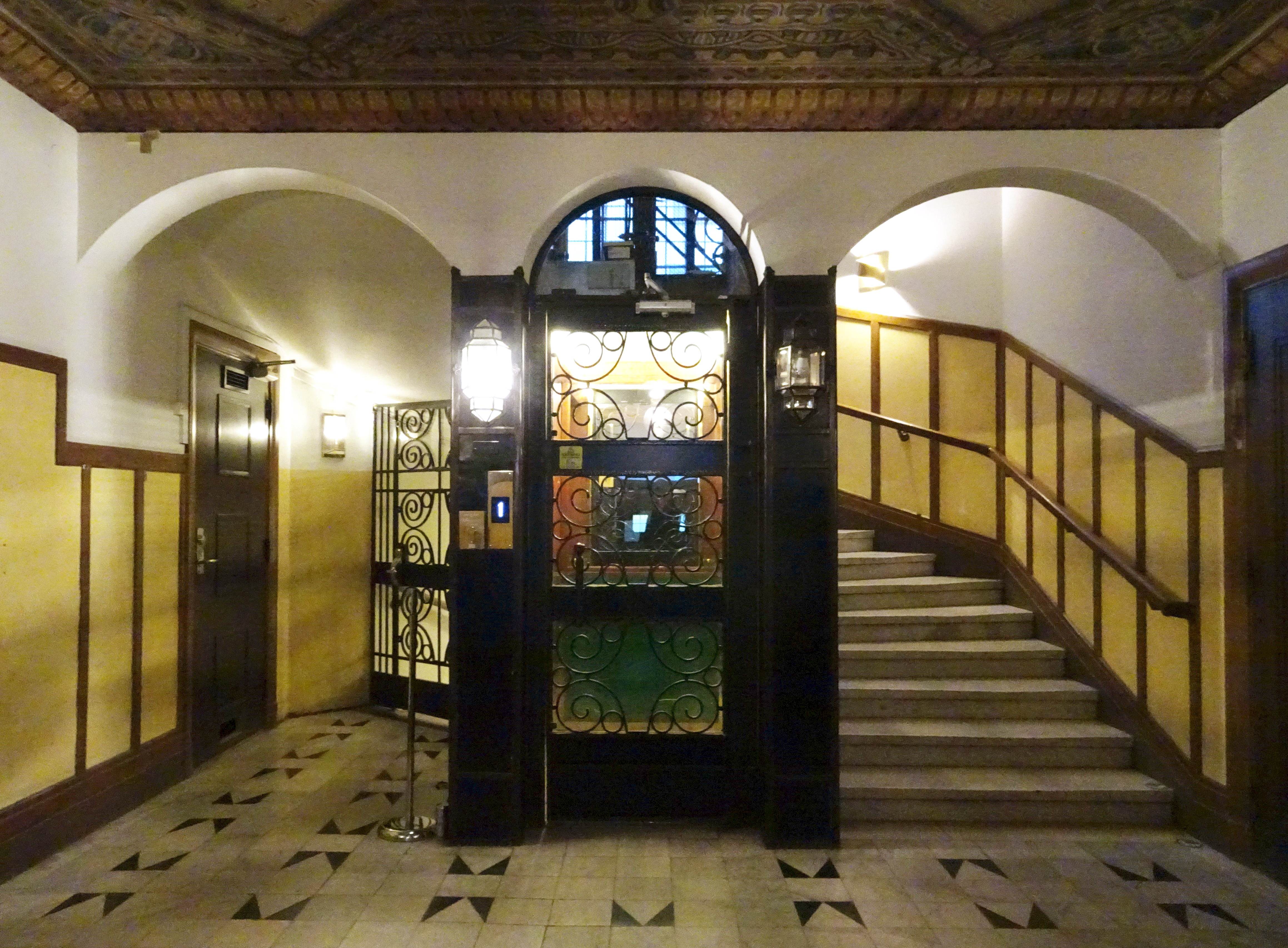
Trapphall Riddargatan 7A.
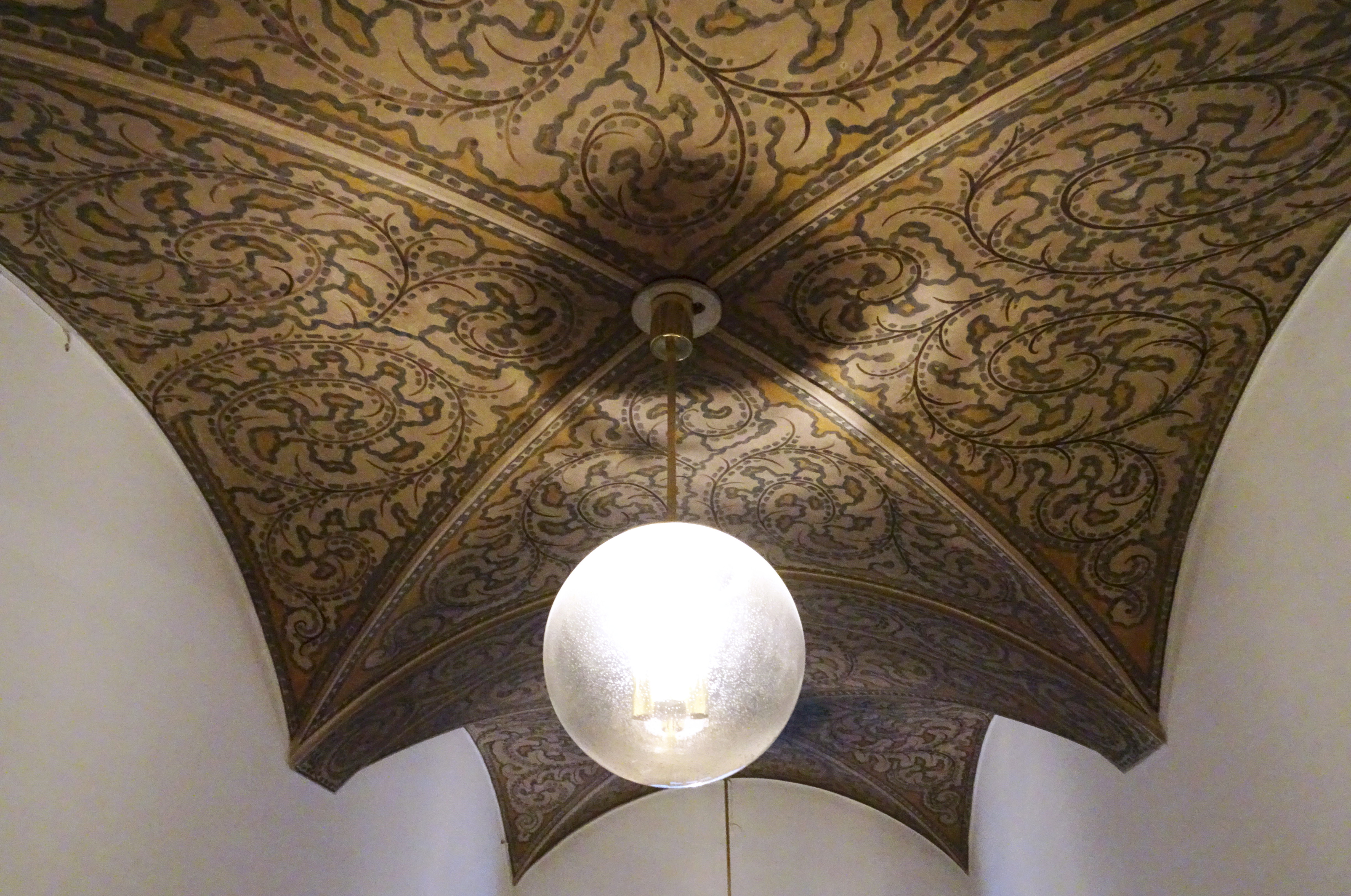
Takmålning i entrén Riddargatan 7.
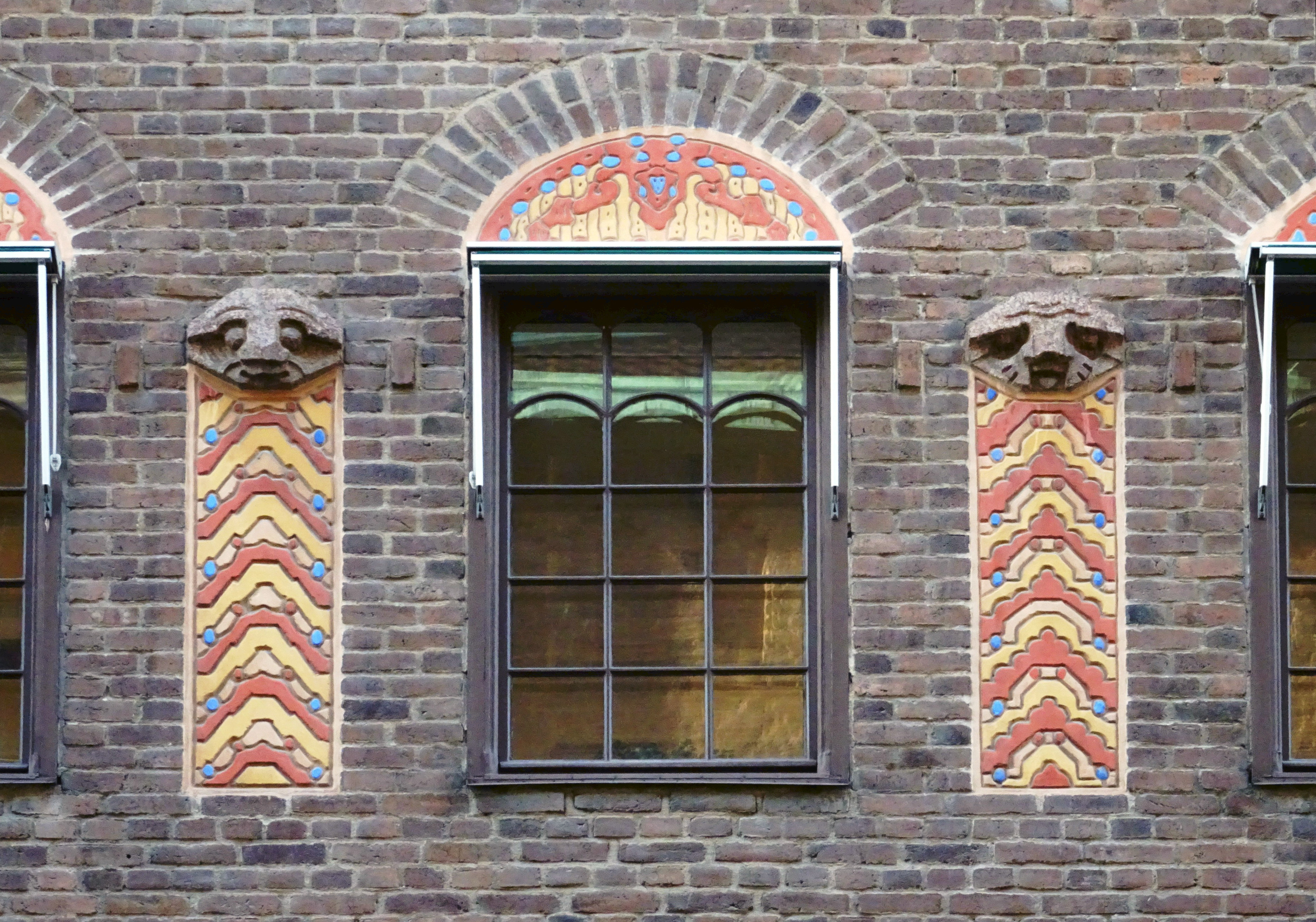
Fönster mot Nybrogatan.
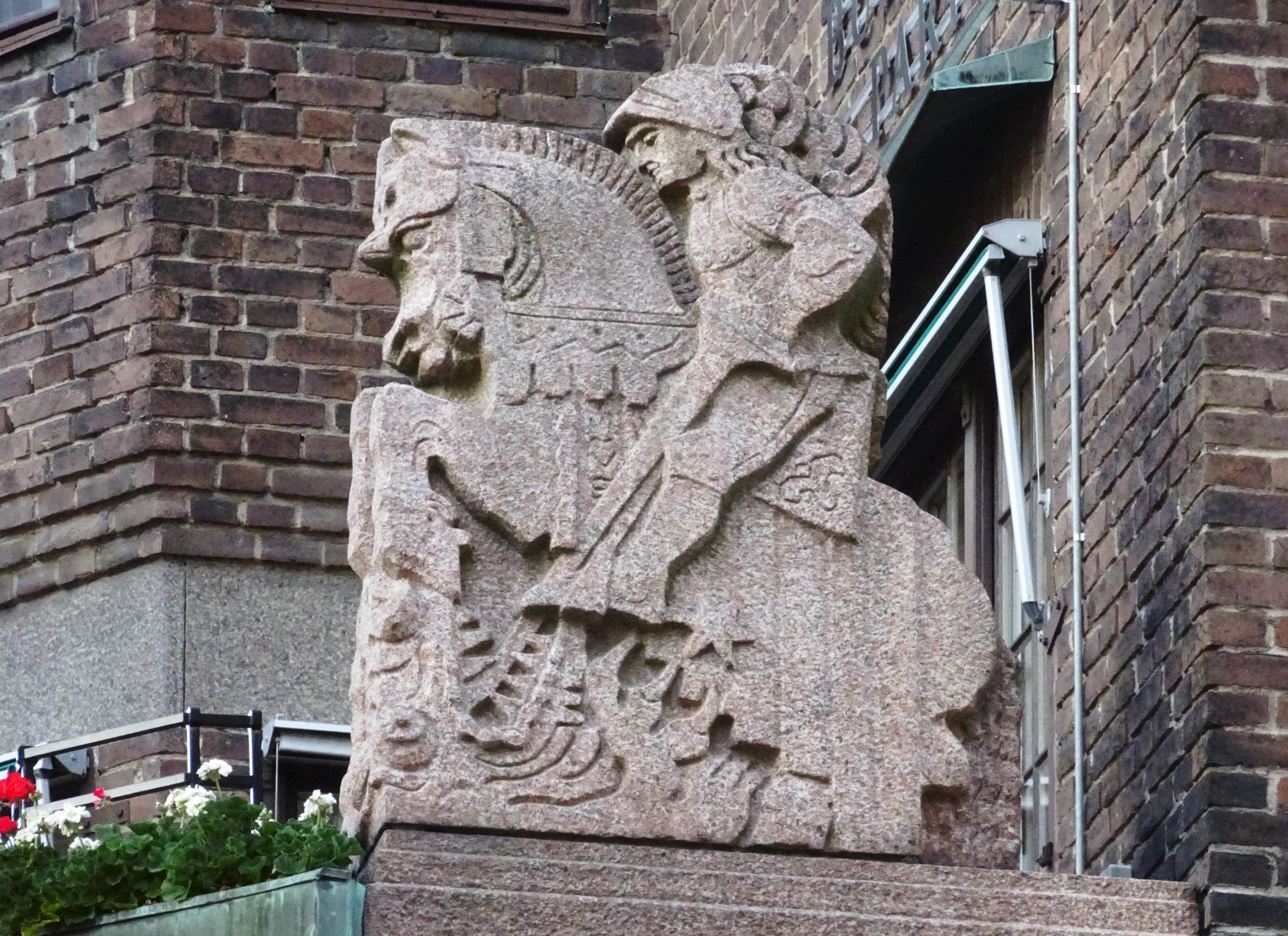
Riddaren.